# Черноменски договор
Черноменският договор е договор между Втората българска държава и Византийската империя, подписан от Михаил Шишман и Андроник III на 13 май 1327 г.

## Предистория
В началото на 1327 г. България е въвлечена в третия и последен етап от византийската гражданска война от 1321-1328 между Андроник II и внука му Андроник III. Независимо от непоследователната сръбска политика, старият император успява да договори помощ, осигурявайки си подкрепата на сръбския крал Стефан Дечански, което става причина Андроник III да сближи отношенията си с императора на България. Михаил Шишман, който е воювал срещу Андроник III три години по-рано, сега е заинтересован да му помогне, защото той самият е в обтегнати отношения със Сърбия след развода си с Анна Неда.

## Договорът
Михаил Шишман и Андроник III се срещат в Черномен на българо-византийската граница през май 1327, като се опитват да запазят в тайна преговорите, които ще до доведат до бъдещия им съюз.
В крайна сметка те постигат споразумение за взаимна помощ срещу своите врагове. Михаил Шишман трябвало да предостави помощ срещу Андроник II, докато младият император се задлъжавал да помогне на Михаил Шишман срещу краля на Сърбия.
Договорено било също, в случай, че самия Андроник III стане император, той да бъде задължен да отстъпи на България няколко гранични територии, както и голяма сума пари. Договорът бил подписан без големи трудности, тъй като и двете страни имали явен интерес от съюза – Михаил Шишман иска да си върне Македония, докато Андроник III се готви за последния сблъсък с дядо си.[източник? (Поискан днес)]